# Sporobolus scitulus
Sporobolus scitulus är en gräsart som beskrevs av Clayton. Sporobolus scitulus ingår i släktet droppgräs, och familjen gräs. Inga underarter finns listade i Catalogue of Life.